# 擋門哥
擋門哥事件是2010年9月23日發生於臺北捷運板南線的一場衝突，緣起於一名男子為檢舉乘客在車上飲食，阻擋車門關閉要求站務人員前往處理，而與其他乘客爆發口角，並導致列車延誤。該事件過程被在旁乘客拍攝後上傳到網路上，引起大量的關注，並引發了熱烈的迴響及網路論戰。而該男子也因此被網友稱為「擋門哥」。
此外，該事件也是台北捷運第一起針對妨礙車門開關的乘客開罰的案例。

## 事件經過
該事件於2010年9月23日發生在台北捷運南港線忠孝復興站，當時在一列前往永寧的列車上，兩名學生在車上喝飲料被一名身穿黃衣短褲的男子發現，男子於是以左手擋住正在關閉中的車門，大聲喊道：「車站裡面可以喝東西嗎？」並要求站務人員前往處理，此時兩名捷運保全已先趕到現場。
由於男子阻擋車門關閉的舉動造成列車無法開車行駛，因此月台上有一名男乘客對該男子大罵：「你耽誤大家的時間！你出來！你現在就出來！你這樣耽誤大家的時間，這裡有幾百個人在這邊！」，月台上也有其他乘客大喊:「趕快叫警察來啊！」
男子回應：「不是我要妨礙大家的時間！」「我出來，哪裡來的證據？」並表示「站長不來的話大家都別走！」此時還有旁人不服而喊道：「關我屁事啊！」最後直到站務人員上車指認違規喝飲料乘客，列車才得以關門離站，整場事件造成該列車延誤5分鐘。
事發過後，台北捷運公司針對在車上喝飲料的兩名乘客各處以1500元新台幣的罰鍰，同時判定該男子的行為妨礙車門關閉及行駛、違反《大眾捷運法》，亦對其開罰1500元。

## 後續效應
該事件由月台上的民眾錄影下來，並於當日上傳至影音網站youtube，至今瀏覽已超過數萬人次。台灣網友對該事件的評論分為兩派，反對者批評該男子的行為本身相當危險，並造成班車誤點，比乘客在車上喝飲料造成更嚴重的影響，而部分支持者雖然肯定「擋門哥」檢舉違規行為的立意，卻也認為其作法失當。此外，也有眾多輿論批評捷運站場人員處理不當、喝飲料的學生態度不佳等。

## 外部連結
- YouTube - 捷運妨礙車門關閉 （页面存档备份，存于）（原始上傳版本）
- Newspeak.cc 新語 - 捷運"擋門哥"[]